# مارک دیریکس
مارک دیریکس (انگلیسی: Marc Dierickx؛ زادهٔ ۲۴ اکتبر ۱۹۵۴) دوچرخه‌سوار اهل بلژیک است.